# Universitätsklinikum Magdeburg
Das Universitätsklinikum Magdeburg A.ö.R. behandelt schwierige, schwerste und seltene Erkrankungen sowie Verletzungen und ist der Medizinischen Fakultät der Otto-von-Guericke-Universität Magdeburg angegliedert. Im Klinikum sind rund 4.800 Mitarbeiter (inklusive Medizinische Fakultät) in über 20 Instituten und 26 Kliniken tätig. Es ist mit etwa 1.100 Planbetten das größte Krankenhaus Magdeburgs und im nördlichen Sachsen-Anhalt.
Der ärztliche Leiter des Universitätsklinikums ist Hans-Jochen Heinze. Dekanin der Medizinischen Fakultät der Otto-von-Guericke-Universität Magdeburg ist die Biochemikerin Daniela Dieterich.

## Standorte

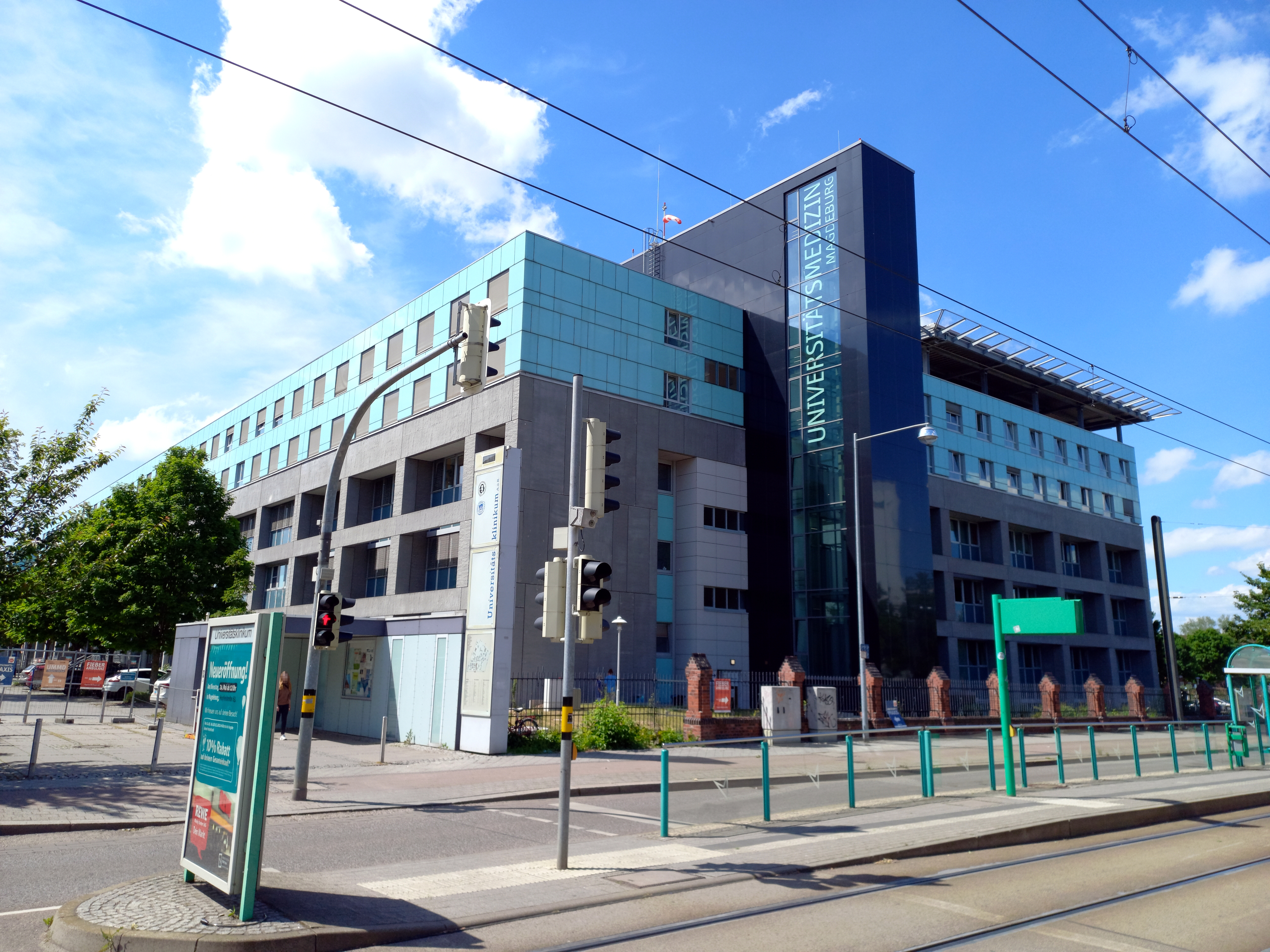
Hauptgebäude des Universitätsklinikums

Das Universitätsklinikum Magdeburg befindet sich historisch bedingt lokal von der übrigen Universität getrennt im Stadtteil Leipziger Straße südlich der Magdeburger Innenstadt auf dem Gelände der ehemaligen Medizinischen Akademie. Lediglich die Universitätsfrauenklinik ist im Gebäudekomplex der ehemaligen Landesfrauenklinik in Stadtfeld Ost westlich der Innenstadt angesiedelt.
Das Universitätsklinikum ist als zweiter Campus der Universität die Ausbildungsstätte für über 1000 angehende Mediziner und zugleich ein Zentrum für die medizinische Betreuung der Bürger Sachsen-Anhalts. Als Krankenhaus der Maximalversorgung ist die Medizinische Fakultät Anlaufpunkt für besonders schwere Krankheitsbilder.

## Geschichte

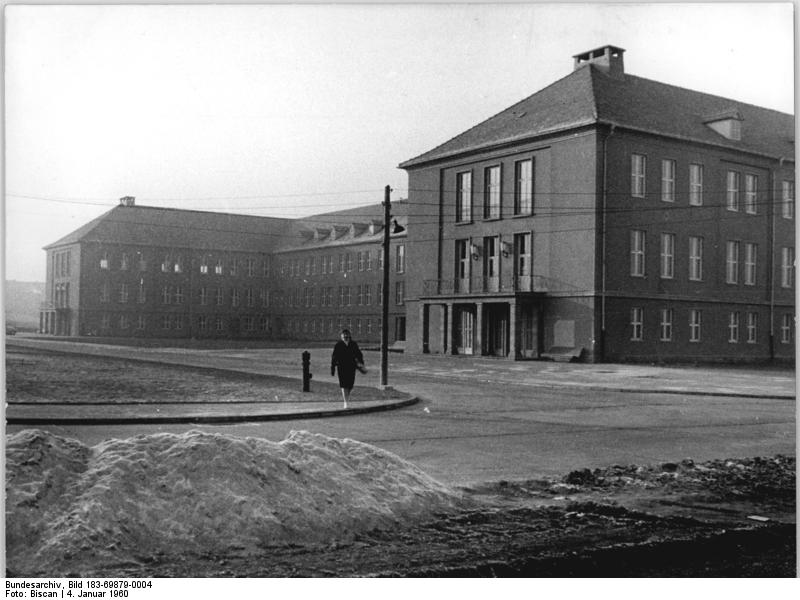
Pathologisches Institut 1960

Am 7. September 1954 wurde die Medizinische Akademie Magdeburg (MAM) gegründet, welche aus dem 1891 gegründeten Gustav-Ricker-Krankenhaus in Sudenburg hervorgeht. Somit standen anfangs mit der Kinder- und Frauenklinik vier Institute und acht Kliniken mit über 2000 Betten zur Verfügung. In den folgenden Jahren wurde die MAM stets erweitert, da sie neben der Lehre und Forschung auch die medizinische Versorgung im damaligen Bezirk sicherte. In den ersten Jahren gab es aber erhebliche Schwierigkeiten im Forschungsbereich, erst in den 1970er und 1980er Jahren kristallisierten sich die Hauptprofillienen Neurowissenschaft, Immunologie, Schwangerschaft und Pädiatrie heraus.
Mit der Gründung der Universität am 3. Oktober 1993 durch den Zusammenschluss der Hochschulen und Akademien wurde aus der MAM die Medizinische Fakultät. In den letzten Jahren haben sich die Zentren und Universitätskliniken der Medizinischen Fakultät zunehmend auf die Spezialversorgung der Patienten konzentriert. So wurde beispielsweise im September 1995 auf dem Campus die Klinik für Herz- und Thoraxchirurgie eröffnet, welche mit der Universitätsklinik für Kardiologie, Angiologie und Pneumologie das zweite Herzzentrum in Sachsen-Anhalt bildet. Seit 2007 befinden sich alle Einrichtungen auf dem Campus an der Leipziger Straße, ausgenommen davon ist die Universitätsfrauenklinik. 2004 entstand am Hauptcampus ein von 13 Kliniken genutzter Neubaukomplex mit 16 OP-Sälen und 4 Intensivstationen. Seit 2006 ist das Klinikum eine Anstalt des öffentlichen Rechts des Landes Sachsen-Anhalt.

## Krankenbehandlung
Es handelt sich um ein Krankenhaus der Maximalversorgung. Insgesamt verfügt es 1.130 Planbetten und ist somit das größte Krankenhaus Magdeburgs. 2012 wurden 247.000 Patienten ambulant behandelt, fast 47.000 stationär und über 3.100 teilstationär.
Das Klinikum besitzt einige zertifizierte Behandlungseinheiten, zum Beispiel eine Stroke Unit (8 + 1 Betten) oder das Herzzentrum.

## Lehre
Die Medizinische Fakultät der Universität Magdeburg bildet am Universitätsklinikum rund 1.000 angehende Ärzte aus. In den verschiedenen Einrichtungen vor Ort werden sowohl theoretisches als auch praktisches medizinisches Wissen von Beginn des Studiums an vermittelt.
Vorteile bietet auch der zusammenhängende Campus, auf dem sich alle Kliniken und Institute, abgesehen von der Frauenklinik, befinden.
2009 wurde ein Skills Lab an der Medizinischen Fakultät eröffnet. Dort können angehende Mediziner praktische Fertigkeiten in Obhut von Ärzten und studentischen Tutoren trainieren.

## Forschungsschwerpunkte

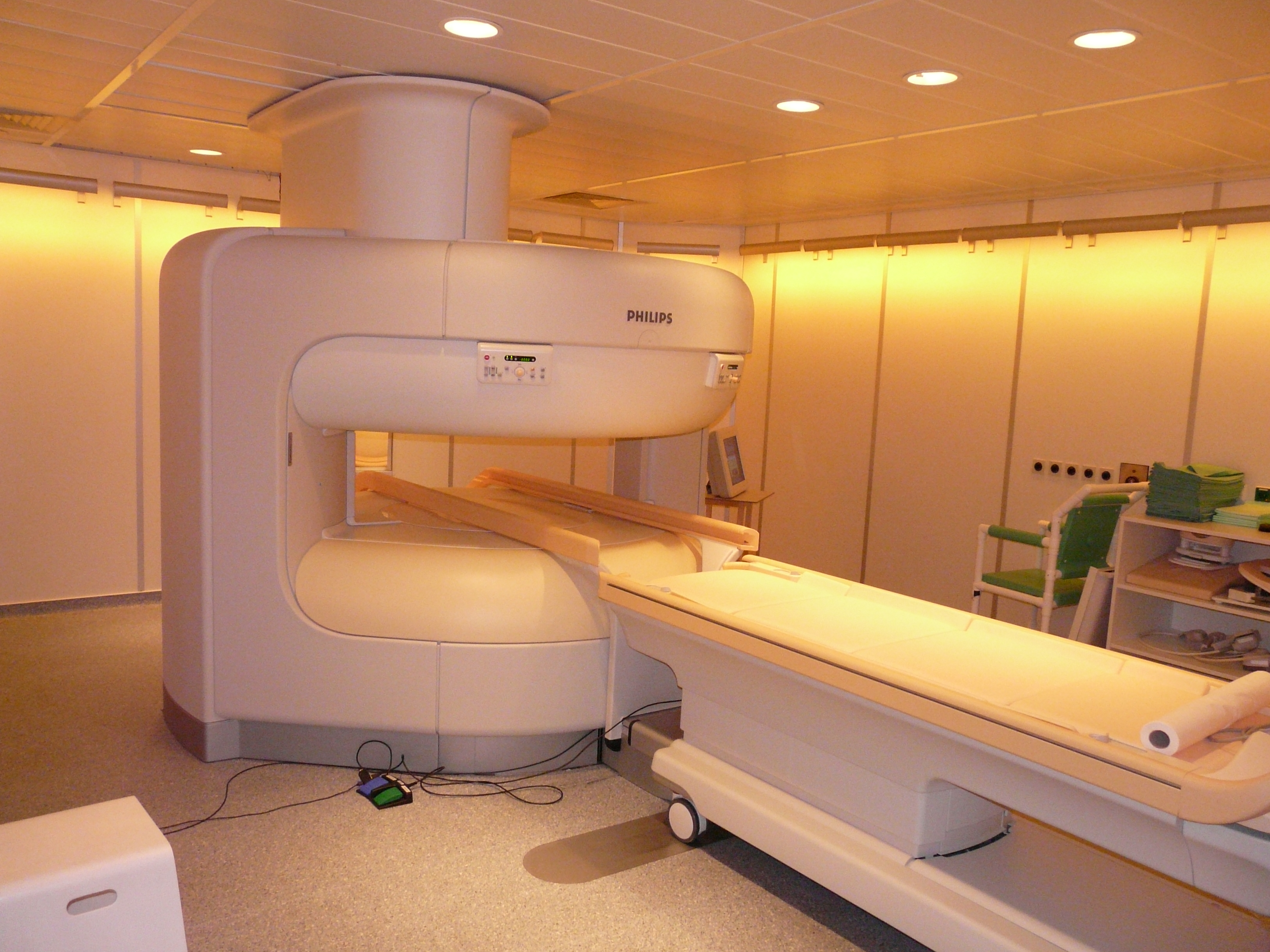
Offenes MRT (1 Tesla) für Interventionen an der Uniklinik Magdeburg

Die Medizinische Fakultät unterhält zwei Forschungsschwerpunkte. Dies sind der Schwerpunkt Neurowissenschaften und der Schwerpunkt Immunologie einschließlich Molekulare Medizin der Entzündung.
In enger Zusammenarbeit mit der Otto-von-Guericke-Universität und dem Leibniz-Institut für Neurobiologie (IfN), welches auch im starken Maße in die Ausbildung der Studenten der Neurobiologie und Neurowissenschaften eingebunden ist, wurde Magdeburg zu einem führenden Zentrum neurowissenschaftlicher Forschung ausgebaut. Auf dem Klinikgelände steht Europas erster 7-Tesla-Hochfeld-Kernspintomograph, welcher zur Inbetriebnahme das weltweit leistungsfähigste Gerät war und zu neurowissenschaftlichen Forschungszwecken höchste Bildqualität ermöglicht.

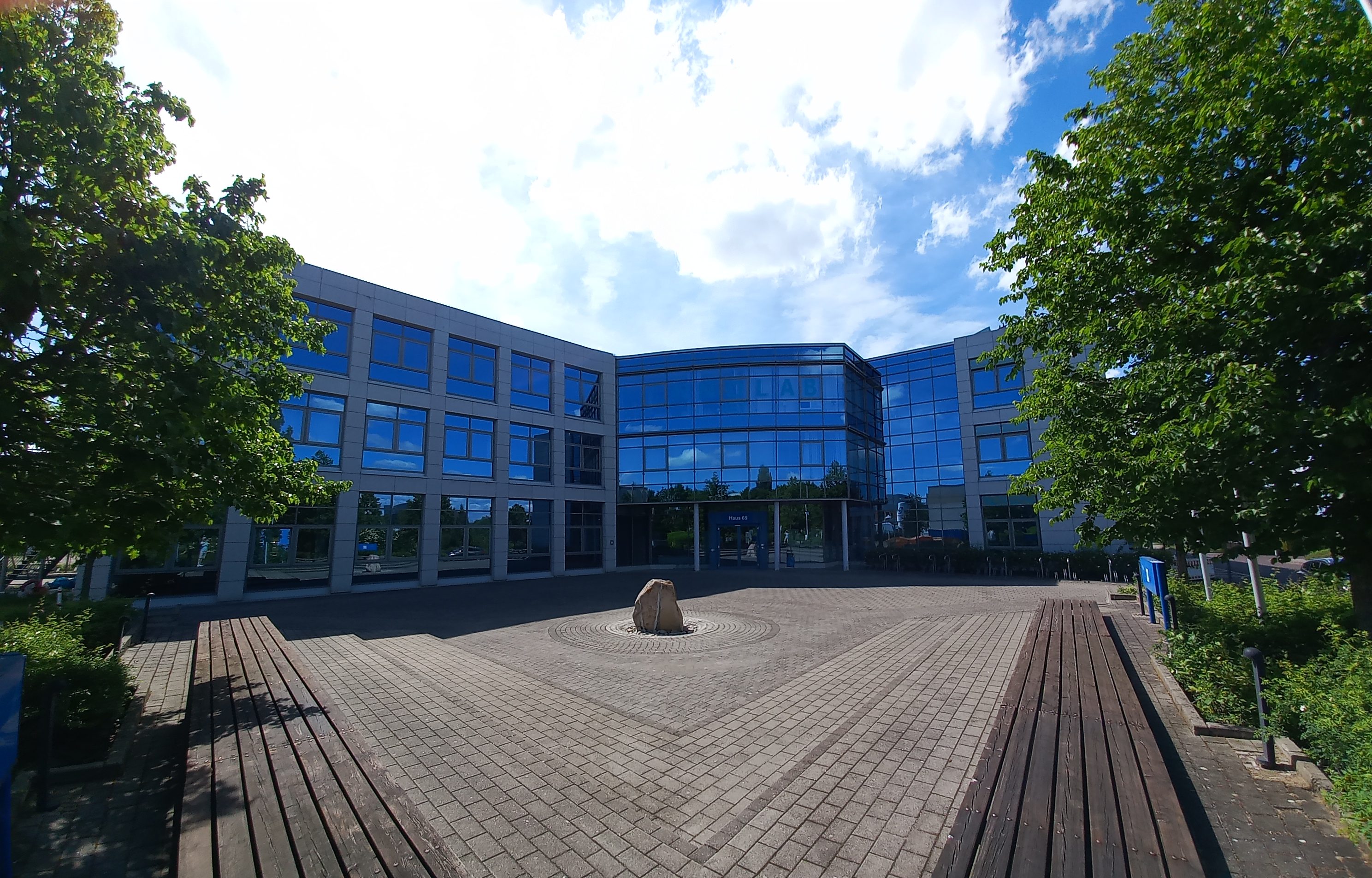
Zentrum für Neurowissenschaftliche Innovation und Technologie (ZENIT)

Auf dem Campus der Universitätsklinik wurde im Juni 1998 ein Wissenschaftszentrum für angewandte Hirnforschung und Medizintechnologie (ZENIT – Zentrum für Neurowissenschaftliche Innovation und Technologie) eingeweiht, welches europaweit einmalig ist. In diesem Komplex können Wissenschaftler privater Forschungsunternehmen, aus Universitätsinstituten und -kliniken und Mitarbeiter des Max-Planck-Instituts für Dynamik komplexer technischer Systeme wirken.
Der Schwerpunkt der Neurowissenschaft ist im Forschungszentrum „Center of Behavioral Brain Sciences“ (CBBS) verankert. Forschungsarbeiten werden im „Magdeburger Institut für Demenzforschung“ (MID), einem Partnerinstitut des Deutschen Zentrums für Neurodegenerative Erkrankungen (DZNE).
Der Forschungsschwerpunkt „Immunologie einschließlich molekulare Medizin der Entzündung“ der Medizinischen Fakultät wurde ebenfalls systematisch ausgebaut. Die Entschlüsselung der molekularen Prozesse, die zelluläre Funktion im gesunden Organismus und in Krankheitssituationen beeinflussen, steht im Zentrum der Forschung des immunologischen Schwerpunkts.
Ein weiterer Schwerpunkt der immunologischen und zellbiologischen Forschung am Universitätsklinikum befasst sich mit einem neuen Forschungsgebiet, der Systembiologie. Diese ist im universitären Forschungszentrum Dynamic Systems (CDS) verankert und wird in der Exzellenzoffensive „Netzwerke wissenschaftlicher Exzellenz in Sachsen-Anhalt“ gefördert. Am CDS beteiligen sich neben der Universitätsmedizin mehrere Fakultäten der Universität. 2007 wurde Magdeburg vom BMBF zu einem der vier deutschen Zentren für Systembiologie erklärt.

## Übersicht der Institute
Die folgende Liste gibt einen Überblick über Institute des Universitätsklinikums Magdeburg.

### Vorklinische Institute
- Institut für Anatomie
  - Sektion Neuroanatomie
- Institut für Biochemie und Zellbiologie
- Institut für Medizinische Psychologie
- Institut für Molekularbiologie und Medizinische Chemie
- Institut für Physiologie

### Klinisch-theoretische Institute ohne Aufgaben der Krankenversorgung
- Institut für Allgemeinmedizin
- Institut für Biometrie und Medizinische Informatik
- Institut für Inflammation und Neurodegeneration
- Institut für Pharmakologie und Toxikologie
- Institut für Sozialmedizin und Gesundheitsökonomie
  - Sektion für Sozialmedizin
  - Sektion für Gesundheitsökonomie

### Klinisch-theoretische Institute mit Aufgaben der Krankenversorgung
- Bereich Arbeitsmedizin
- Institut für Humangenetik
- Institut für Klinische Chemie und Pathobiochemie
  - Sektion für Klinische Chemie / Zentrallabor
  - Sektion für Pathologische Biochemie
- Institut für Klinische Pharmakologie
- Institut für Medizinische Mikrobiologie und Krankenhaushygiene
  - Sektion für Krankenhaushygiene
- Institut für Molekulare und Klinische Immunologie
- Institut für Transfusionsmedizin und Immunhämatologie mit Blutbank

### Zentrum für Pathologie und Rechtsmedizin
- Institut für Pathologie
- Institut für Neuropathologie
- Rechtsmedizin

## Übersicht der Kliniken

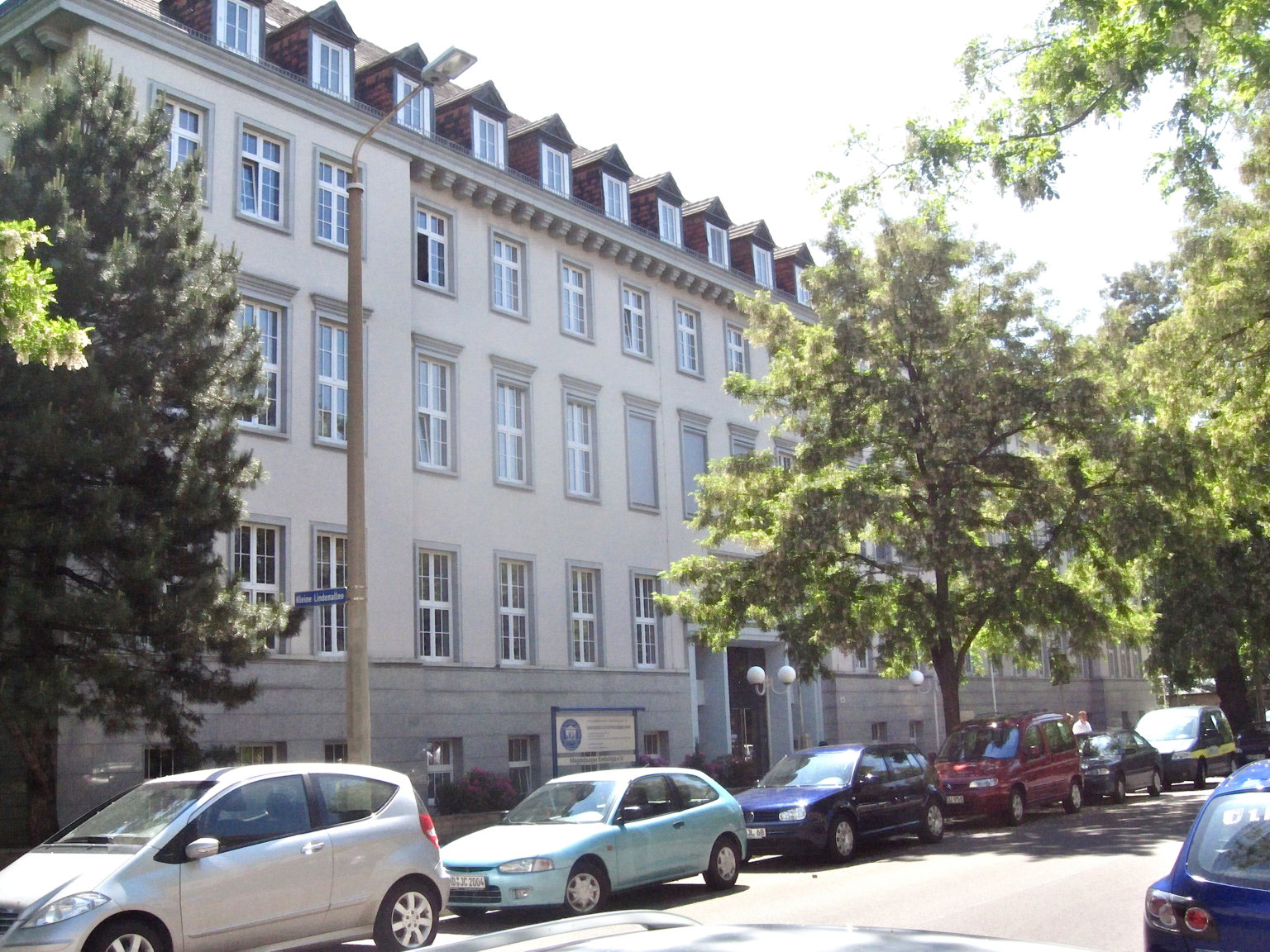
Landesfrauenklinik

Die folgende Liste gibt einen Überblick über Kliniken des Universitätsklinikums Magdeburg.
- Universitätsklinik für Allgemein-, Viszeral-, Gefäß- und Transplantationschirurgie
  - Bereich Gefäßchirurgie
  - Bereich Kinderchirurgie
  - Experimentelle Operative Medizin
- Universitätsklinik für Unfallchirurgie
- Universitätsklinik für Plastische, Ästhetische und Handchirurgie
- Universitätsklinik für Herz- und Thoraxchirurgie
- Orthopädische Universitätsklinik
- Universitätsaugenklinik
- Universitätsklinik für Urologie und Kinderurologie
- Universitätsklinik für Hals-, Nasen- und Ohrenheilkunde
  - Abteilung für Experimentelle Audiologie
- Universitätsklinik für Mund-, Kiefer- und Gesichtschirurgie
- Universitätsfrauenklinik
  - Gynäkologie und Geburtshilfe
  - Experimentelle Gynäkologie und Geburtshilfe
- Universitätsklinik für Reproduktionsmedizin und Gynäkologische Endokrinologie

### Zentrum für Innere Medizin

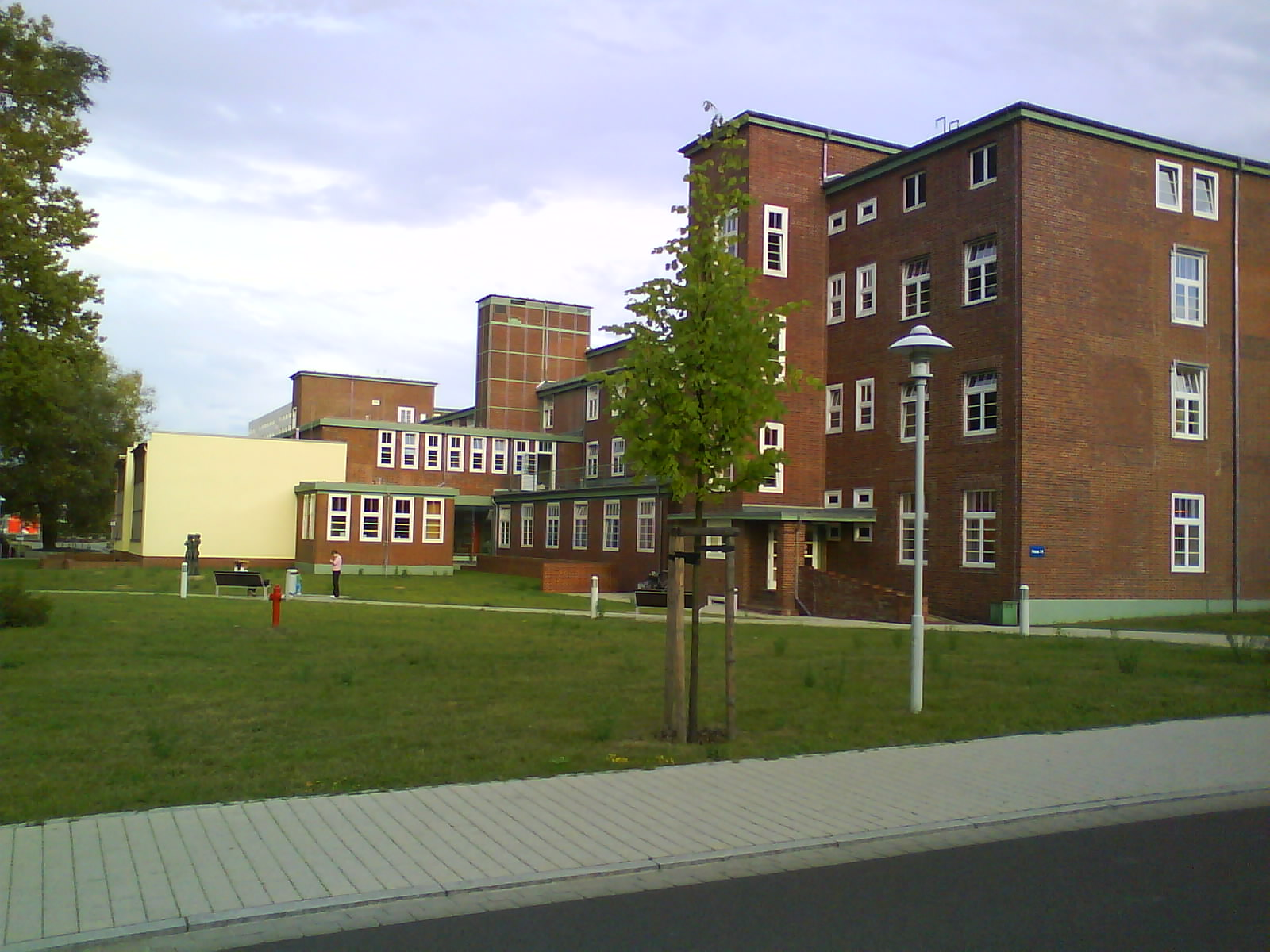
Universitätskinderklinik

- Universitätsklinik für Kardiologie, Angiologie und Pneumologie
  - Bereich Pneumologie
- Universitätsklinik für Gastroenterologie, Hepatologie und Infektiologie
- Universitätsklinik für Nieren- und Hochdruckkrankheiten, Diabetologie und Endokrinologie
  - Bereich Endokrinologie und Stoffwechselkrankheiten
- Universitätsklinik für Hämatologie und Onkologie
- Universitätsklinik für Experimentelle Innere Medizin
- Spezialgebiet Rheumatologie
- Universitätskinderklinik im Gebäude 10
  - Bereich Pädiatrische Hämatologie und Onkologie
  - Bereich Experimentelle Pädiatrie und Neonatologie
- Universitätsklinik für Dermatologie und Venerologie im Gebäude 14
- Universitätsklinik für Neurologie
  - Institut für Kognitive Neurologie und Demenzforschung
- Universitätsklinik für Neurochirurgie
- Universitätsklinik für Stereotaktische Neurochirurgie
- Universitätsklinik für Psychiatrie und Psychotherapie
- Universitätsklinik für Psychosomatische Medizin und Psychotherapie
- Klinik für Kinder- und Jugendpsychiatrie

### Zentrum für Radiologie
- Universitätsklinik für Radiologie und Nuklearmedizin
  - Diagnostische Radiologie
  - Nuklearmedizin
- Institut für Neuroradiologie
- Universitätsklinik für Strahlentherapie
- Universitätsklinik für Anästhesiologie und Intensivtherapie